# Геркулес в Нью-Йорке
«Геркулес в Нью-Йорке» (англ. Hercules in New York) — приключенческий фильм, известный как первый игровой фильм, где снялся Арнольд Шварценеггер. Выход в прокат в США состоялся 25 февраля 1970 года.
Для России  фильм дублировал Юрий Сербин по заказу концерна «Видеосервис».

## Сюжет
Фильм начинается на Олимпе с того, что сын Зевса Геракл ругает своего отца за то, что тот не позволяет ему покинуть обитель богов, чтобы отправиться в мир смертных. В конечном счёте Зевс устаёт от сына и ударом молнии сбрасывает его с Олимпа, предоставляя Гераклу то, чего он хотел.
После некоторых странных происшествий в воздухе и в море, Геракл прибывает в Нью-Йорк, где встречи с горожанами, которые расценивают его как физически превосходящего, но социально неловкого человека, приводят к многочисленным комическим ситуациям. Главный герой встречает тощего маленького парня по имени Претци (Арнольд Стэнг). Геркулес становится успешным профессиональным рестлером.
Зевс, наблюдая за Гераклом с высоты Олимпа, раздражается проделками сына, которые, как ему кажется, делают богов посмешищем, и обращается к Немезиде, чтобы остановить Геракла. После неудачной попытки Гермеса привести домой Геракла Зевс приказывает, чтобы Немезида проследила за отправкой Геркулеса в адские области, находящиеся во власти Плутона. Однако Гера, неизменно ревнивая мачеха героя, строит собственные планы относительно своенравного отпрыска Зевса. В заключительном апокалиптическом сражении Геракл спасён удивительным прибытием Атласа и Самсона, библейского героя.

## В ролях
- Арнольд Шварценеггер — Геракл
- Арнольд Стэнг[англ.] — Претци
- Эрнест Грэйвс — Зевс
- Танни МакДональд — Гера
- Тайна Элг — Немезида
- Майкл Липтон — Плутон
- Гарольд Берштейн — Род Нельсон